# Caltha phylloptera
Caltha phylloptera är en ranunkelväxtart som beskrevs av Arthur William Hill. Caltha phylloptera ingår i släktet kabblekor, och familjen ranunkelväxter. Inga underarter finns listade i Catalogue of Life.